# Sesioctonus venezuelensis
Sesioctonus venezuelensis är en stekelart som beskrevs av Briceno 2003. Sesioctonus venezuelensis ingår i släktet Sesioctonus och familjen bracksteklar. Inga underarter finns listade i Catalogue of Life.